# Hans Franck (Schriftsteller)

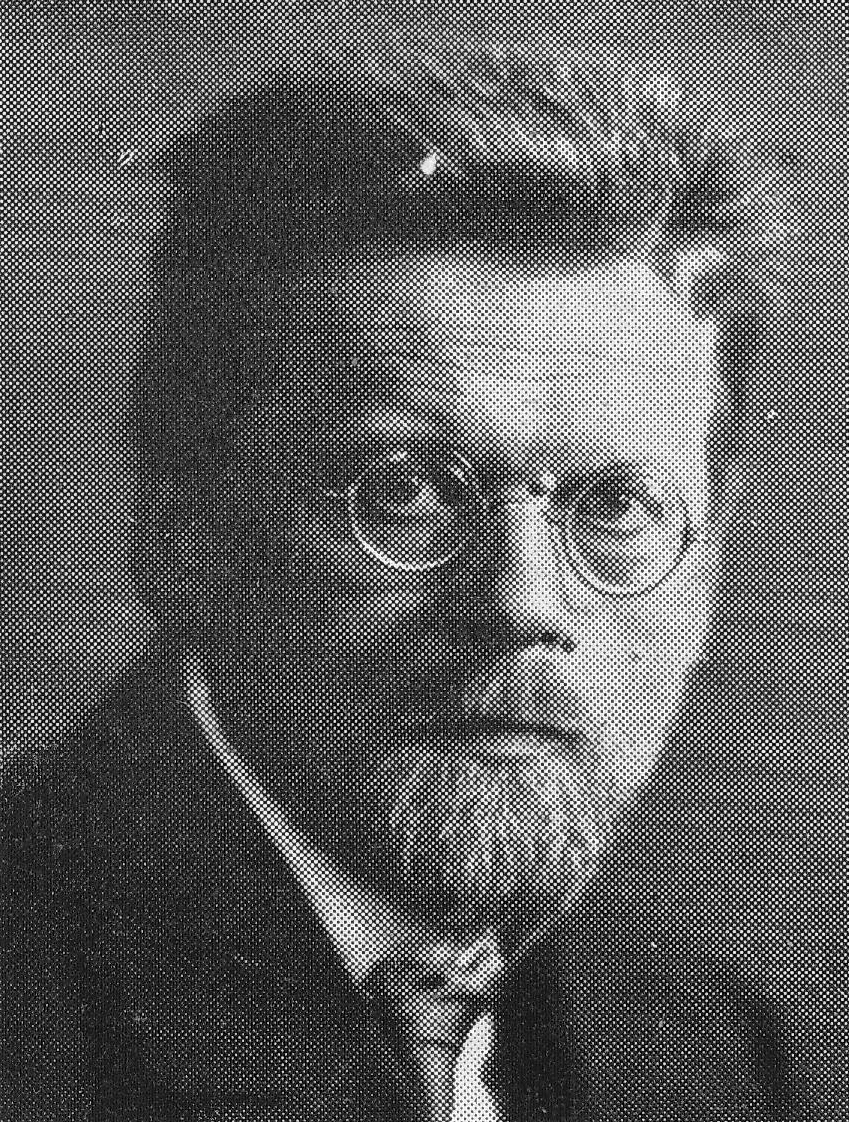
Porträt 1927

Hans Franck (* 30. Juli 1879 in Wittenburg/Mecklenburg; † 11. April 1964 in Schwerin) war ein deutscher Schriftsteller und Dramaturg. Er war Mitglied im Bamberger Dichterkreis.

## Biografie
Franck war der Sohn eines Dachdeckermeisters. Er absolvierte bis 1901 das Lehrerseminar Neukloster und war anschließend bis 1911 Volksschullehrer in Hamburg. Ab 1911 widmete er sich ganz der schriftstellerischen Arbeit. Von 1914 bis 1921 war er Dramaturg am Schauspielhaus Düsseldorf bei Louise Dumont und Gustav Lindemann. Dort gab er ab 1915 mit Unterbrechungen bis Ende der Spielzeit 1919/20 die Theaterzeitschrift Die Masken heraus. Neben dieser Funktion war er außerdem von Beginn der Spielzeit 1914/15 an Leiter der angegliederten Düsseldorfer Theater-Akademie, später Hochschule für Bühnenkunst. Im Ersten Weltkrieg diente er als Landsturmmann.
1921 kaufte er das Gut Frankenhorst am Ziegelsee in Schwerin und arbeitete fortan als freier Schriftsteller. In seinem Buch Mein Leben und Schaffen von 1929 hat er über dieses Leben berichtet. Er begann mit Trauerspielen und Ideendramen, von denen aber nur Godiva 1919 ein Bühnenerfolg wurde. Von seinen Dramen waren bekannt: Opfernacht von 1921 und seine dramatische Dichtung Klaus Michel von 1926. 1924 war Hans Franck neben Manfred Hausmann, Hans Leip und Wilhelm Scharrelmann Mitgründer der Autorenvereinigung Die Kogge, einem Verband anti-moderner, konservativer bis völkisch-nationaler Autoren. Ziel der Kogge war es, der niederdeutschen Literatur eine Basis zu verschaffen.
Einige seiner Prosawerke trugen zur Verbreitung „völkischen“ Geschichts- und Sendungsbewusstseins bei, was ihn den Nationalsozialisten genehm machte. Bereits 1922 erschien sein Roman Das dritte Reich. Ein Glaubensbekenntnis. Im Oktober 1933 unterschrieb er zusammen mit 87 weiteren Schriftstellern das Gelöbnis treuester Gefolgschaft für Adolf Hitler. 1934 erschien Hitler. Ein Volks- und Jugendbuch. 1938 nahm er am Reichsfrontdichtertreffen in Guben teil. Nach der Besetzung Polens im Zweiten Weltkrieg war er mit mehr als 50 Texten in der im Generalgouvernement erscheinenden nationalsozialistischen Krakauer Zeitung vertreten.
Francks „spröde Gedankenlyrik war wenig wirksam. Dagegen hat er sich als Kurzgeschichtenautor, Anekdotenerzähler und formbewusster Novellist einen Namen gemacht.“
In der Sowjetischen Besatzungszone wurden mehrere seiner Werke und 1953 in der DDR Drei Geschichten (1939) auf die Liste der auszusondernden Literatur gesetzt. Trotzdem konnte er nach 1945 weiterhin ohne Schwierigkeiten publizieren.
Francks Nachlass befindet sich in Schwerin in der Landesbibliothek Mecklenburg-Vorpommern, Teile auch im Deutschen Literaturarchiv in Marbach.

## Ehrungen

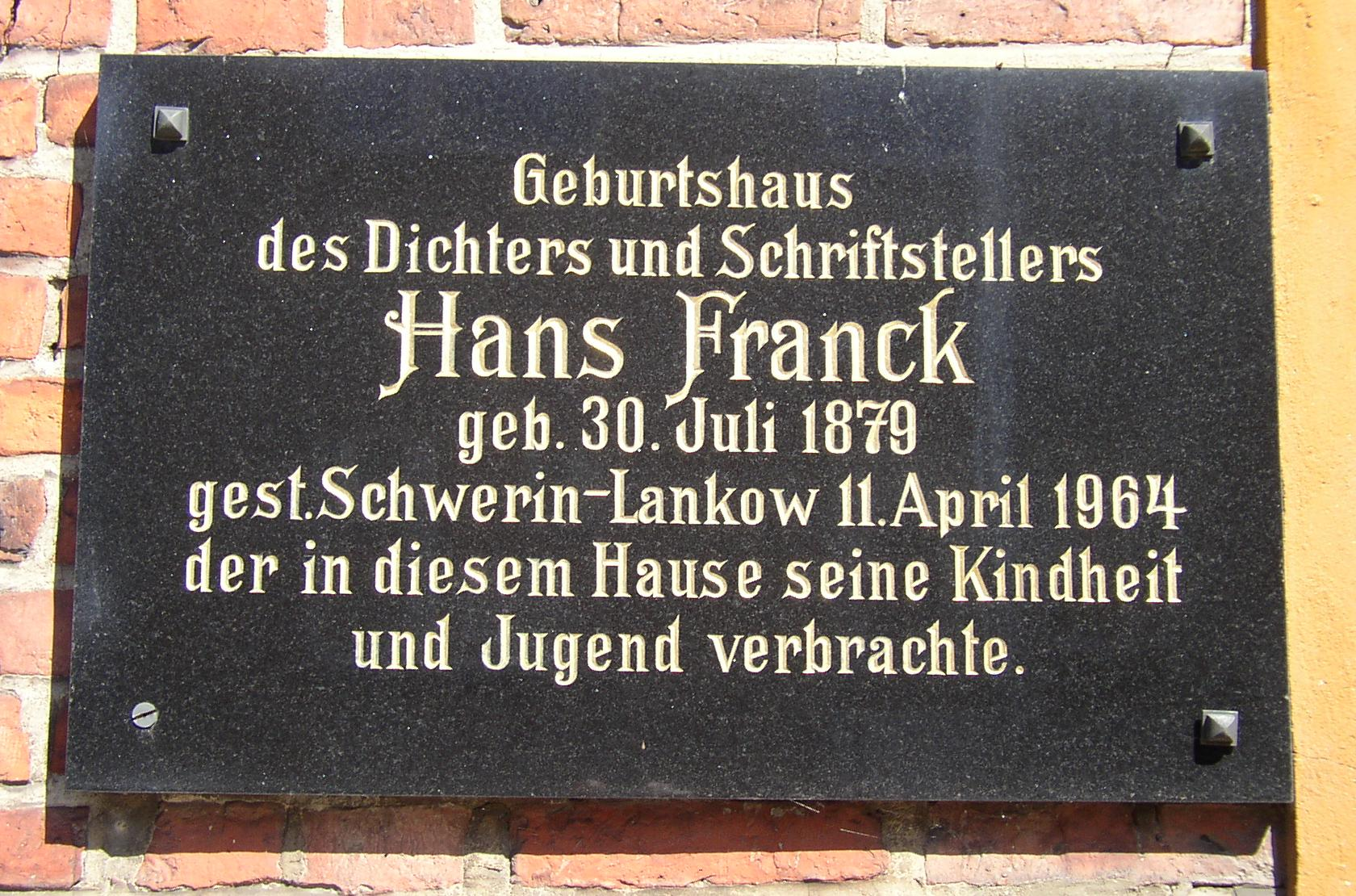
Gedenktafel in Wittenburg

- 24. Juli 1929: Ehrenbürger der Stadt Wittenburg
- 1959: Kogge-Ehrenring

## Nachlass
- Der Nachlass von Hans Franck – 408 Archivgutbehälter – wird von der Landesbibliothek Mecklenburg-Vorpommern Günther Uecker im Landesamt für Kultur und Denkmalpflege in Schwerin aufbewahrt[6] und „wurde 2003 bis 2006 unter Kallíope, dem offenen Verbundinformationssystem für Autographen und Nachlässe in Deutschland, ins Internet gestellt“.[7][8]
- Ein Teilnachlass in 33 Kästen befindet sich im Deutschen Literaturarchiv Marbach.[9] Teile von Francks Bibliothek mit dem Stempel „Hans-Franck-Archiv“ und seiner Unterschrift auf dem Vorsatzblatt gelangten in den Antiquariatshandel.

## Werke

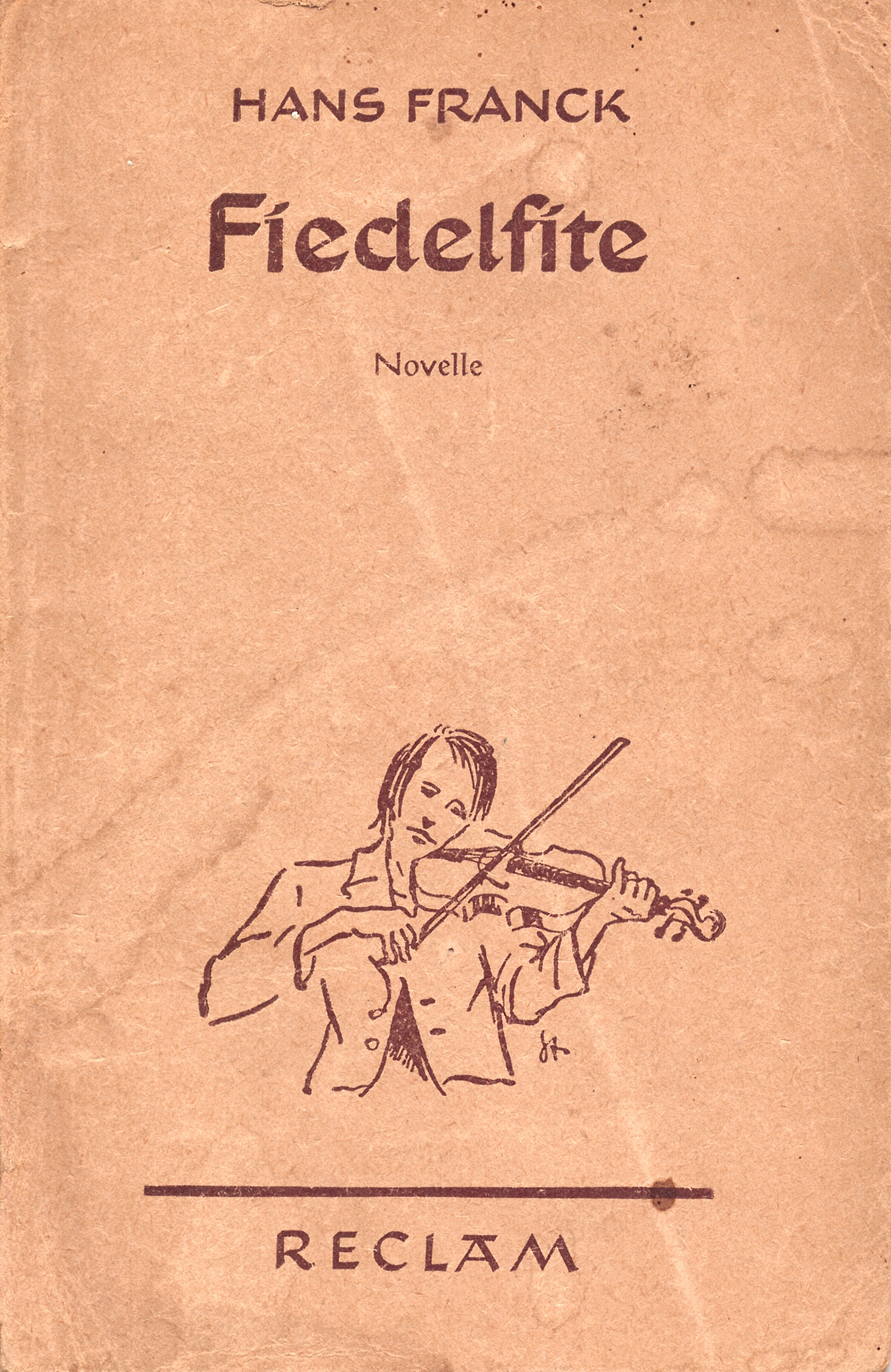
RUB-Nr. 7336, Reclam Leipzig 1957

- Der Herzog von Reichstadt (Tragödie, 1910)
- Herzog Heinrichs Heimkehr (Drama, 1911)
- Glockenfranzl (Märchennovelle, in 2 Teilen), Einbandentwurf Zeichnung von Otto Sohn-Rethel, Reuß & Itta Konstanz, 1916
- Das Pentagramm der Liebe (Novellen, 1919)
- Godiva (Drama, 1919)
- Freie Knechte (Drama, 1919)
- Siderische Sonette (Gedichte, 1920)
- Machtnix (Märchenerzählung, 1921), Reclam Leipzig (RUB-Nr. 6211 DNB 579859908)
- Opfernacht (Drama, 1921)
- Das dritte Reich. Ein Glaubensbekenntnis. (Roman, 1922)
- Tellurische Sonette (Gedichte, 1923–28, erschienen 1931)
- Die Südseeinsel (Novelle, 1923)
- Heimgekehrt (Novelle, Schünemann 1924)
- Gottgesänge (Gedichte, 1924)
- Meta Koggenbrook (Roman, 1925)
- Mutter, tod und teufel, fünf legendäre novellen aus dem deutschen osten (Geschichten, 1926)
- Kanzler und König (Tragödie, 1926)
- Klaus Michel (Drama, 1926)
- Minnermann (Roman, 1926)
- Septakkord (Novellen, 1926)
- Der Regenbogen (Erzählungen, 1927)
- Recht ist Unrecht (Novellen, 1928)
- Mein Leben und Schaffen (biographische Schrift, 1929)
- Tor der Freundschaft (Roman, 1929, bereits 1910 unter dem Titel Thieß und Peter erschienen)
- Zeitenprisma (Novellen, 1932)
- Eigene Erde (Roman, Schünemann 1933)
- Die richtige Mutter (Roman, 1933)
- Fort damit! (Novelle, 1933), Reclam Leipzig (RUB-Nr. 7215 DNB 579859797)
- Hol über! Geschichten aus Kinderland 1933 Albert Langen-Georg Müller Verlag München
- Reise in die Ewigkeit (Roman, 1934)
- Hitler. Ein Volks- und Jugendbuch (Broschüre, 1934)
- Der Kreis (Gedichte, 1935)
- Die Pilgerfahrt nach Lübeck (Novelle, 1936), 2007 in 8. Auflage neu erschienen unter dem Titel Johann Sebastian Bachs Pilgerfahrt nach Lübeck. ISBN 978-3-579-06461-1.
- Die Geschichte von den beiden gleichen Brüdern (Roman, 1936)
- Die Dschunke (Novelle, 1936)
- Fiedelfite (Novelle, 1936), Reclam Leipzig (RUB-Nr. 7336 DNB 579859789)
- Letzte Liebe. Goethe und Ulrike (Roman, 1937)
- Annette (Roman, 1937)
- Die Stadt des Elias Holl (Roman 1938, bereits 1922 unter dem Titel Das dritte Reich erschienen)
- Die Krone des Lebens (Roman, 1939)
- Der Wald ohne Ende (Roman, 1941)
- Ein Königsduell (Anekdoten, 1941)
- Heimat (Lieder, Unsere Lesehefte, Krainburg – Zweigverlag, 1941–1944)
- Ein Stück Erde (Roman in zwei Büchern, 1944)
- Das Heilmittel (Novelle, 1947)
- Sebastian (Gottsucher-Roman über den Theologen Sebastian Franck, 1949)
- Die Frauenbarke (Novelle, 1954)
- Gedichte (Union Verlag 1954)
- Herbstliches Herz (Zwei Goethe-Novellen: Die Widerspenstige, Wetterleuchten, Union Verlag 1955)
- Marianne (Goethe-Roman, 1955)
- Lass Dich trösten (Gedenk-Gedichte, Evangelischer Verlag 1957)
- Kaleidoskop (33 Geschichten, 1959) Union Verlag Berlin
- Ausgewählte Werke in zwei Bänden (Band 1: Annette, Reise in die Ewigkeit, Band 2: Marianne, Novellen und Erzählungen, Neue Gedichte) Union Verlag 1959
- Cantate. Das Leben des Johann Sebastian Bach (Roman, 1960)
- Johann Sebastian Bach. Die Geschichte seines Lebens (Roman, 1960)
- Ein Dichterleben in 111 Anekdoten (Autobiographie, 1961)
- Ernst Barlach (Biographie, 1961)
- Frühe Glocken (Erzählungen 1916–1955, 1962) Union Verlag Berlin
- Der Scheideweg (Roman, 1963)
- Der Trompetenstoß (Erzählungen, 1963)
- Friedemann. Der Sohn des Johann Sebastian Bach (Roman, 1964)
- Du holde Kunst (Gesammelte Musikergeschichten, 1964)
- Enden ist Beginn (Gedichte, 1964)
- Tokkata und Fuge. Das Leben des Johann Sebastian Bach (Roman, 1980)
- Mecklenburgische Sagen und Märchen. Herausgegeben von Heinz Grothe. Husum 1982, ISBN 3-88042-154-4.
- Leben ist Liebe. Briefe von und an Hans Franck. Herausgegeben von Werner Stockfisch. 2006, ISBN 3-356-01156-1.

## Herausgeberschaft
- Jeremias Gotthelf: Uli der Knecht, Uli der Pächter Union Verlag 1955 und 1959
- Johann Peter Hebel: Geschichten und Anekdoten Union Verlag 1954
- Matthias Claudius: Wandsbeker Bote Deutsche Buch-Gemeinschaft o. J.
- Der Ackermann und der Tod: Übersetzt von Hans Franck Union Verlag 1955